# 1-alchenilglicerofosfocolina O-aciltransferasi
La 1-alchenilglicerofosfocolina O-aciltransferasi è un enzima appartenente alla classe delle transferasi, che catalizza la seguente reazione:
acil-CoA + 1-alchenilglicerofosfocolina ⇄ CoA + 1-alchenil-2-acilglicerofosfocolina
L'enzima non è uguale alla 1-alchenilglicerofosfoetanolammina O-aciltransferasi (numero EC 2.3.1.121).